# Дригайло, Василий Герасимович
Василий Герасимович Дригайло (укр. Василь Герасимович Дригайло; 1937—2024) — советский и украинский библиотековед, библиограф, педагог, культурно-образовательный и общественный деятель. Заслуженный работник культуры Украины (1998).

## Биография
Происходит из семьи железнодорожника. После окончания семилетки (1951) и школы фабрично-заводского ученичества (1954) работал на сахарном заводе. В 1957—1959 гг. учился на библиотечном отделении Киевского техникума по подготовке культурно-просветительных работников (ныне — Коммунальное заведение высшего образования Киевского областного совета «Академия искусств»). После окончания учёбы работал заведующим библиотекой села Фроловка (1959—1964), которая стала одной из лучших в Мироновском районе. Одновременно заочно получал высшее образование в Киевском филиале Харьковского государственного библиотечного института, которое окончил с отличием в 1965 г.
С мая 1964 г. занимал должность старшего библиографа в Государственной республиканской научно-технической библиотеке (ныне — Государственная научно-техническая библиотека Украины). Параллельно читал курс лекций в Республиканской книготорговой школе. С июля 1967 г. — заместитель директора научно-технической библиотеки Киевского политехнического института; активно участвовал в проектировании (1972—1976) и строительстве (1976—1979) нового здания библиотеки. С 1970 г. возглавлял группу по научной организации труда (НОТ), прогнозирование и новые технологии при Научно-методической информационно-библиотечной комиссии Министерства образования УССР.
В 1991—2015 гг. — директор Научно-технической библиотеки им. Г. И. Денисенко НТУУ «КПИ» (ныне — Научно-техническая библиотека им. Г. И. Денисенко Национального технического университета Украины «Киевский политехнический институт имени Игоря Сикорского»). Под его руководством библиотека за короткое время по уровню организации библиотечного и информационного обеспечения учебного процесса, создания комфортных условий работы для пользователей, внедрения информационных технологий и инноваций стала одной из лучших среди вузовских библиотек Украины. Входил в состав учёного совета университета. Читал лекции по курсу «Основы информатики, библиотековедения и библиографоведения» для студентов НТУУ «КПИ» и КГИК (ныне — КНУКиМ).
В течение 2001—2006 гг. — президент Всеукраинской общественной организации «Украинская библиотечная ассоциация» (УБА); редактор, ответственный за выпуск информационного листа УБА «Библиотекарь Украины». Автор и соавтор ряда научных изданий, библиографических, учебно-методических и научно-практических пособий, справочников и публикаций в профессиональной печати по вопросам деятельности вузовских библиотек, оптимизации управления ими, внедрения в них элементов НОП, средств механизации и автоматизации информационно-библиографических процессов. С 2009 г. — член редколлегии научно-практического журнала «Научные и технические библиотеки».
Награждён медалями «В память 1500-летия Киева» (1982), «Ветеран труда» (1988); нагрудным знаком «Отличник образования Украины» (1997), почетным знаком «Золотое почётное отличие» Главной технической организации Польши (2006); медалью лауреата конкурса «Профессиональный учебник» на Международной конференции «Крым» за книгу «Основы научной организации труда в библиотеке» (2006). Биографические данные В. Г. Дригайло занесены в международный справочник «Who is who in the world 1995» (1996).

## Публикации
- Систематический указатель диссертаций, имеющихся в фонде научно-технической библиотеки Киевского политехнического института (1939—1972 гг.) / сост. В. Г. Дригайло; отв. ред. Л. В. Ворона ; Киев. политехн. ин-т, Науч.-техн. б-ка. — Киев, 1975. — 159 с.
- Бібліотека НТУ України «КПІ» — вчора і сьогодні // В. Г. Дригайло // Бібліотечна планета. — 1999. — № 2. — С. 34-35;
- 100 років Науково-технічній бібліотеці НТУУ «КПІ» ім. профессора Г. І. Денисенка : [монографія] / В. Г. Дригайло, С. В. Дригайло. — Київ : НТУУ «КПІ», 2000. — 171 с.
- Основы управления библиотекой высшего учебного заведения : науч.-практ. пособие / В. Г. Дригайло, Е. В. Башун, В. Н. Волынец. — 2-е изд., перераб. и доп. — Москва : Либерея, 2004. — 327 с.;
- Основы научной организации труда в библиотеке : учеб.-метод. пособие / В. Г. Дригайло. — Москва : Либерея-Бибинформ, 2005. — 424 с. — (Библиотекарь и время. XXI век; вып. 20);
- Провідні бібліотеки України : довідник 2006/2007 / уклад.: Дригайло В. Г., Шмельов Є. М. — Київ : Шмельов В. Є., 2006. — 154 с.;
- Основы организации работы библиотеки вуза : науч.-практ. пособие / В. Г. Дригайло. — Москва : Либерея-Бибинформ, 2007. — 619 с. — (Библиотекарь и время. XXI век; вып. 64);
- Науково-технічна бібліотека ім. проф. Г. І. Денисенка Національного технічного університету України «Київський політехнічний інститут» : буклет / Наук.-техн. б-ка НТУУ «КПІ» ; В. Г. Дригайло, В. М. Волинець. — Київ : Політехніка, 2008. — 17 с.;
- Технология работы библиотеки вуза / Василий Дригайло // Бібліотечний форум України. — 2008. — № 1. — С. 8-14;
- Технология работы библиотеки : науч.-практ. пособие / В. Г. Дригайло. — Москва : Либерея-Бибинформ, 2009. — 544 с. — (Библиотекарь и время. XXI век; вып. 104);[2]
- Українська бібліотечна асоціація : документи і матеріали (2001—2009 рр.) / Укр. бібл. асоціація; уклад.: Пашкова В. С., Добко Т. В., Дригайло В. Г. — 5-те вид., доп. і перероб. — Київ : Самміт-Книга, 2010. — 144 с.;
- История, философия, социология, психология, педагогика библиотеки как социального института / В. Г. Дригайло, С. В. Дригайло. — Москва : ГПНТБ России, 2016. — 349 с.
- Заводська прохідна, що в люди вивела мене. Життя вдалося. Спогади / В. Г. Дригайло. — Київ : Ліра-К, 2021. — 156 с.